# سنگان-ئن
سنگان-اِن (به ژاپنی: 仙巌園 Sengan-en) یک باغ ژاپنی متعلق به خاندان شیمازو در کاگوشیما، ژاپن است.